# 内間 (浦添市)
内間（うちま）は、浦添市の一地域。市の南西部に位置する。同市では最も人口の多い字である。

## 歴史
- 1994年11月28日　住居表示実施（内間一丁目、二丁目設置）。
- 1995年11月27日　住居表示実施（内間三丁目、四丁目、五丁目設置）。

## 地域
- 内間一丁目
- 内間二丁目
- 内間三丁目
- 内間四丁目
- 内間五丁目

## 人口・世帯数
- 男：4,932人
- 女：5,210人
- 計：10,142人
- 世帯数：3,863世帯

2008年1月31日現在

## 主要施設
内間一丁目
- 浦添市立神森中学校
- 沖縄海邦銀行内間支店

内間二丁目
- 浦添内間郵便局
- 浦添市営住宅
- 内間東公園

内間三丁目
- 浦添消防署内間出張所
- 浦添市立内間児童センター
- 浦添社会保険事務局
- 内間みどり保育園
- 沖縄県立浦添高等学校
- 内間公民館
- 内間西公園

内間四丁目
- 浦添市立内間保育所
- 浦添市立内間幼稚園
- 浦添市立内間小学校
- 浦添警察署内間交番
- ローソン浦添内間四丁目店
- JAおきなわ内間支店

内間五丁目
- ファミリーマート浦添内間五丁目店
- セブンイレブン浦添内間五丁目店
- フジ薬局

### 名所
- 内間の大アカギ

## 自治会
- 内間自治会（浦添市内では最も規模が大きい）
- 小湾自治会
- 勢理客自治会

## 交通

### 道路
- 国道330号（浦添バイパス）
- 沖縄県道251号那覇宜野湾線（パイプライン通り）

### バス
- 以下のバス停が存在。
  - 後原
  - 沢岻入口
  - 内間
  - 浦添高校前
  - 内間公民館前
  - 内間西公園前
  - 内間五丁目
- 上記のいずれかのバス停に停車する路線。
  - 55番・牧港線　（琉球バス交通）
  - 56番・浦添線　（琉球バス交通）
  - 87番・てだこ線　（沖縄バス）
  - 287番・てだこおもろまち線　（沖縄バス）

## 隣接する地域
浦添市内
- 宮城
- 勢理客
- 沢岻
- 大平

那覇市
- 安謝
- 銘苅
- 首里末吉町